# James Churchward
James Churchward (27 febbraio 1851 – 4 gennaio 1936) è stato uno scrittore e viaggiatore britannico.

## Biografia
Servendosi della traduzione di un codex maya da parte di un abate fiammingo e di successivi studi archeologici e storici al limite del fantastico, suffragò l'ipotesi dell'esistenza dell'antico continente di Mu. Ne parlò nel suo libro Mu, il continente perduto, pubblicato nel 1926 e aggiornato successivamente nel 1931. Dal punto di vista metodologico, quest'opera sostiene il punto di vista del diffusionismo, per il quale alcuni caratteri culturali partono da zone specifiche e si propagano geograficamente.
Le conoscenze archeologiche, storiche e geologiche tuttavia smentiscono l'ipotesi di tale continente, che ha avuto, e in parte conserva, una certa fortuna nella letteratura pseudoscientifica e di stampo occultista.
La scoperta di formazioni rocciose (delle diaclasi) presso l'isola di Yonaguni nel mare del Giappone, ribattezzate Yonaguni Monument, ha riportato in auge Mu presso gli ambienti pseudoscientifici.

## Opere
- Mu: Il continente perduto (Mu: The Lost Continent), 1926, 1931. Prima edizione italiana: Milano, SugarCo, 1975.
- The Children of Mu
- The Secret Symbols of Mu
- The Cosmic Forces of Mu